# Javier Fernández Sánchez
Javier Fernández Sánchez (Córdoba, 1971) es un editor y escritor español de la Generación Nocilla o Afterpop.

## Biografía
Ingeniero Agrónomo por la Escuela Técnica Superior de Ingenieros Agrónomos de Córdoba (ETSIA), ha trabajado en el mundo editorial (Mc. Graw Hill) y como responsable de la Fundación Roger Garaudy. Delaney.

## Trayectoria
Ha sido incluido en las antologías Edad presente (Fundación Lara, 2003) y Los 33 de Radio 3 (Calamar, 2004). Actualmente es director de las editoriales Plurabelle y Berenice, crítico literario de El Día de Córdoba y tertuliano y colaborador asiduo de la Cadena SER.
Ganador del XXIII Premio de Poesía Ciudad de Córdoba "Ricardo Molina".

## Libros publicados
- Paseo (Plurabelle, 1994).
- Metodología de las ciencias sociales (Universidad de Córdoba, 1994). Ensayo.
- Casa abierta (La Carbonería, 2000) (Con el heterónimo el ursa).
- Cero Absoluto (Berenice, 2005).
- La Grieta (Berenice, 2007).
- Canal (Editorial Hiperión. XXIII Premio de Poesía Ciudad de Córdoba "Ricardo Molina").[1]